# تغييرات عظيمة غير مسبوقة منذ قرن

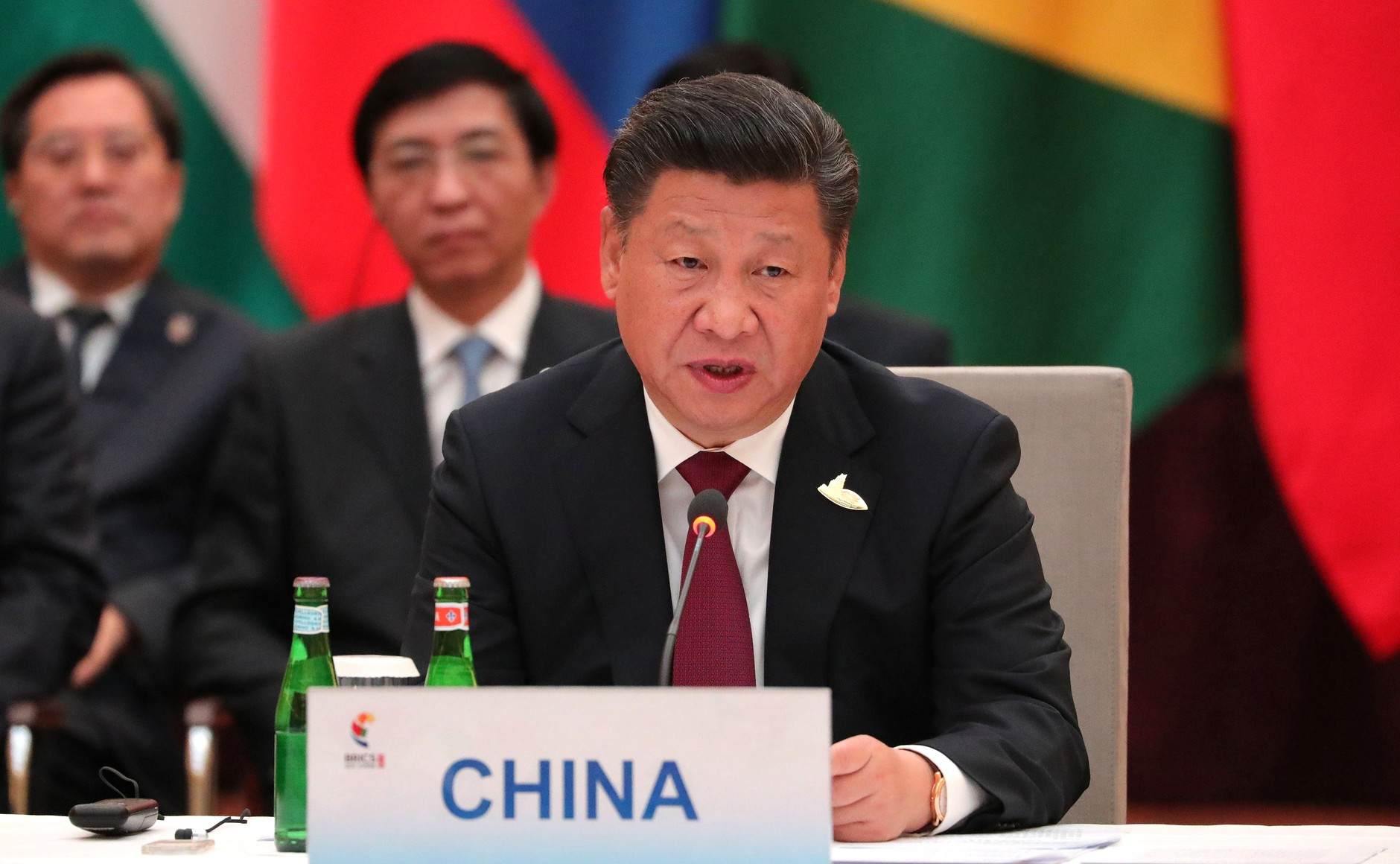
شي جين بينغ في لقاء غير رسمي لقادة دول البريكس قبيل قمة مجموعة العشرين في هامبورغ عام 2017

تغييرات عظيمة لم نشهدها منذ قرن (بالصينية: 百年未有之大变局) هو مصطلح في الخطاب السياسي الصيني يشير إلى التحولات الجيوسياسية التي يُنظر فيها إلى الولايات المتحدة كقوة متدهورة، حيث يؤدي صعود الشعبوية والأمن الاقتصادي والتكنولوجيا المتقدمة إلى خلق بيئة من عدم اليقين تؤدي إلى الفرص والتهديدات للصين. نشأ هذا المصطلح على يد عالم السياسة يوان بينغ في عام 2009، ومنذ ذلك الحين أصبح جانبًا متكررًا من خطاب السياسة الخارجية للحزب الشيوعي الصيني وأمينه العام شي جين بينج.

## أصل
كان عالم السياسة يوان بينج أول من استخدم مصطلح "التغيرات الكبرى غير المسبوقة منذ قرن" للإشارة إلى موقف الصين في الجغرافيا السياسية المعاصرة.  بدأ يوان استخدام المصطلح في مقالاته بعد الأزمة المالية 2007-2008.  وبرز هذا التوجه بعد نشر كتابه "التغيرات غير المرئية خلال 400 عام: من وستفاليا إلى النظام العالمي الجديد".  ووصف كتاب يوان معاهدة وستفاليا بأنها أول حدث رئيسي في تشكيل النظام العالمي الحالي، تلتها معاهدة فرساي ومؤتمر يالطا.  كتب يوان أن العالم يمر الآن بتغير كبير رابع نتيجة للتغير السكاني العالمي، والتقدم التكنولوجي من خلال الثورة الصناعية الرابعة، وتغير المناخ (بما في ذلك التحولات في مجال الطاقة)، وتحول القوة الجيوسياسية من الغرب إلى الشرق. 
يصف المجلس الأوروبي للعلاقات الخارجية عبارة "تغيرات عظيمة لم نشهدها منذ قرن من الزمان" بأنها صدى لوصف رجل الدولة الراحل في عهد أسرة تشينغ لي هونغ تشانغ للقوى الغربية التي تتعدى على الصين في أعقاب حروب الأفيون بأنها "تغيرات غير مسبوقة لم نشهدها منذ آلاف السنين" (数千年未有之大变局). 

## الاستخدام
في الخطاب السياسي الصيني، يشير المصطلح إلى التحولات الجيوسياسية التي يُنظر فيها إلى الولايات المتحدة باعتبارها قوة متراجعة، والتي يؤدي فيها صعود الشعبوية والأمن الاقتصادي والتكنولوجيا المتقدمة إلى خلق بيئة من عدم اليقين تؤدي إلى الفرص والتهديدات للصين. 

في عام 2017، أدرج عضو مجلس الدولة يانغ جيه تشي المصطلح في خطاب الحزب الشيوعي الصيني، واصفًا إياه بأنه مبدأ توجيهي لفكر شي جين بينج بشأن الدبلوماسية.  ثم استخدم شي هذه العبارة في خطاب ألقاه في مؤتمر عمل الشؤون الخارجية المركزي لعام 2018.  صرح شي قائلاً: 
أصبح المصطلح بعد ذلك موضوعًا لمناقشة أكاديمية كبيرة وبحلول عام 2022 ظهر حوالي 40 ألف مقالة تناقش المصطلح في نظام موارد المعرفة المتكاملة في الصين. 
يستخدم شي هذا المصطلح بشكل متكرر في خطابه حول السياسة الخارجية للإشارة إلى التراجع الملحوظ في قوة الولايات المتحدة على المستوى المحلي والدولي، فضلاً عن التفتت الأوسع للقوى الغربية.  حظي المصطلح باهتمام أكبر في وسائل الإعلام بعد اجتماع مارس 2023 بين شي وفلاديمير بوتن.   